# Christian Delporte
Pour les articles homonymes, voir Delporte.
Christian Delporte, né le 14 avril 1958 à Paris, est un historien français spécialiste d’histoire politique et culturelle de la France du XXe siècle, notamment de l’histoire des médias, de l’image et de la communication politique.

## Biographie

### Formation
Christian Delporte est agrégé d'histoire (1982). 
Docteur en histoire (1991) de l'IEP de Paris, sa thèse, dirigée par René Rémond, s'intitule Dessinateurs de presse et dessin politique en France, des années 1920 à la Libération.
En juin 1998, à l'IEP de Paris, il obtient une habilitation à diriger des recherches, avec un travail en trois volumes: Images, médias, hommes d’information, fin XIXe – XXe siècle (vol. 1), Les journalistes en France, 1880-1950 (vol. 2), Images, médias, hommes d’information, fin XIXe – XXe siècle (vol. 3).

### Carrière
Après avoir été maître de conférences à l'université de Tours, il est, depuis 1998, professeur des universités en histoire contemporaine à l’université de Versailles-Saint-Quentin-en-Yvelines où il a dirigé, de 2006 à 2014, le Centre d’histoire culturelle des sociétés contemporaines (CHCSC) et, de 2010 à 2012, l'Institut d'études culturelles (IEC). Il a été, de 2012 à 2016, vice-président de l'université de Versailles-Saint-Quentin-en-Yvelines, chargé de la Recherche et du Développement scientifique. Il a également enseigné l'histoire des médias à Sciences Po. Président de la Société pour l'histoire des médias (SPHM) depuis sa création le 14 octobre 2000, il est directeur de la revue Le Temps des médias et membre du comité de rédaction de Vingtième Siècle : Revue d'histoire.
Signataire de la pétition Liberté pour l'histoire, il a été membre fondateur du conseil d'administration de l'association éponyme.
En 2013, son ouvrage Une histoire de la langue de bois est désigné pour être la base de l'une des épreuves du concours d'entrée en première année de l'Institut d'études politiques de Grenoble.

## Publications
- Les crayons de la propagande : dessinateurs et dessins politiques sous l'Occupation, Paris, CNRS Éditions, 1993, 223 p. (ISBN 2-271-05014-6, présentation en ligne), [présentation en ligne].
- Chancel, l’œil et la griffe, Images de la caricature, Épinal, 1993
- Histoire du journalisme et des journalistes en France du XVIIe siècle à nos jours, Presses universitaires de France, coll. « Que sais-je ? »  (ISSN 0768-0066) nº 2 926, Paris, 1995, 127 p.  (ISBN 2-13-040108-2)
- 3 Républiques vues par Cabrol et Sennep, avec Laurent Gervereau, préface de Philippe Séguin, Bibliothèque de documentation internationale contemporaine, coll. « Collection des publications de la BDIC »  (ISSN 0991-5133), Paris, 1996, 312 p.  (ISBN 2-901658-55-5)
- Intellectuels et politique au XXe siècle, Casterman, coll. « XXe siècle »  (ISSN 1248-4881) no 20, Tournai, 1995, 127 p.  (ISBN 2-203-61021-2).
- La IIIe République, vol. 3 De Raymond Poincaré à Paul Reynaud (1919-1940), Éditions Pygmalion et Gérard Watelet, Paris, 1998, 426 p.  (ISBN 2-85704-558-1).
- Les Journalistes en France (1880-1950). Naissance et construction d’une profession, Éditions du Seuil, coll. « XXe siècle »  (ISSN 0986-1114), Paris, 1999, 449 p.  (ISBN 2-02-023509-9)[5].
- Médias et villes (XVIIIe – XXe siècle), CEHVI, Presses universitaires de Tours, 1996.
- Presse à scandale, scandale de presse, (avec Michael Palmer et Denis Ruellan), Paris, L’Harmattan, 2001.
- Jules Roy : un engagement, (avec Patrick Facon et Jeannine Lepesant-Hayat), actes du colloque organisé par le CHCSC, octobre 2001, Paris, SHAA-UVSQ, 2002.
- L’Evénement. Image, représentation, mémoire, (avec Annie Duprat), Grâne, Créaphis, 2003.
- Histoire des médias en France de la Grande Guerre à nos jours, avec Fabrice d'Almeida, Éditions Flammarion, coll. « Champs Université »  (ISSN 1622-6135) nº 3 029, Paris, 2003 (nouvelle édition 2010), 434  (ISBN 2-08-083029-5).
- « L’Humanité » de Jaurès à nos jours, (dir. avec Claude Pennetier, Jean-François Sirinelli, Serge Wolikow), Paris, Nouveau-Monde Editions, 2004 [note de lecture], [note de lecture]
- Images et politique en France au XXe siècle, Nouveau Monde Éditions, Paris, 2006, 488 p.  (ISBN 2-84736-179-0) [présentation en ligne], [présentation en ligne]
- Les médias et la Libération 1945-2005, (avec Denis Maréchal), Paris, INA-L'Harmattan, 2006.
- La France dans les yeux. Une histoire de la communication politique de 1930 à nos jours, Éditions Flammarion, Paris, 2007, 490 p.  (ISBN 978-2-08-210329-9) [présentation en ligne].
- L’Indignation. Histoire d’une émotion politique, XIXe – XXe siècles, (avec Anne-Claude Ambroise-Rendu), Paris, Nouveau-Monde Editions, 2008.
- Quelle est la place des images en histoire ?, (avec Denis Maréchal et Laurent Gervereau), Paris, Nouveau-Monde Editions, 2008.
- Une histoire de la langue de bois, Paris, Éditions Flammarion, 2009, 352 p.  (ISBN 978-2081219939)[6] [présentation en ligne]
- « La guerre après la guerre ». Images et construction des imaginaires de guerre dans l’Europe du XXe siècle, (avec Denis Maréchal, Caroline Moine, Isabelle Veyrat-Masson), Paris, Nouveau-Monde éditions, 2010.
- Dictionnaire d'histoire culturelle de la France contemporaine, avec Jean-Yves Mollier et Jean-François Sirinelli, PUF, « Quadrige dicos poche », Paris, 2010, 928 p.  (ISBN 978-2130561088).
- Une histoire de la séduction politique, Éditions Flammarion, Paris, 2011, 377 p.  (ISBN 978-2-08-121245-9)
- Images et sons de mai 68 (1968-2008), (avec Denis Maréchal, Caroline Moine, Isabelle Veyrat-Masson), Paris, Nouveau-Monde Editions, 2011.
- Les grands débats politiques. Ces émissions qui ont fait l'opinion, Paris, Éditions Flammarion, 2012.
- Come back ou l'art de revenir en politique, Paris, Éditions Flammarion, 2014.
- Patrimoine de l'écologie & écologie du patrimoine, avec Laurent Gervereau, Paris, Musée du Vivant-AgroParisTech, 2014,  (ISBN 978-1291727203).
- Corps et séduction (avec Audrey Hermel), Editions Nicolas Malais, 2014.
- Maisie Renault, La Grande Misère, éditions Flammarion, 2015 (récit présenté et annoté par Christian Delporte).
- Histoire de la presse en France, XXe – XXIe siècles (avec Claire Blandin et François Robinet), Armand Colin, 2016.
- La communication politique. L'art de séduire pour convaincre (avec Terreur Graphique, dessinateur), Le Lombard, 2017.
- Philippe Henriot. La résistible ascension d'un provocateur, Flammarion, 2018, 416 p. [présentation en ligne]
- Cent ans de journalisme. Une histoire du Syndicat national des journalistes, Nouveau monde éditions, 2018.
- Charlie hebdo - la folle histoire d'un journal pas comme les autres, Flammarion, 2020.
- Femmes reporters. L’Histoire du grand reportage par les pionnières du genre, Armand Colin, 2024.